# Palais Fonseca a Pigna
Le palais Fonseca a Pigna est un palais baroque situé sur la place de la Minerve, dans le rione Pigna de Rome. Depuis 1832, il abrite le Grand Hôtel de la Minerve. 

## Histoire
Sur le côté sud de la Piazza della Minerva, longeant la basilique Santa Maria sopra Minerva, le Palazzo Fonseca, construit au XVIIe siècle a été ainsi nommé en raison de la famille Fonseca, propriétaire initial, originaire du Royaume du Portugal et établi à Rome depuis le XVe siècle. Dans la première moitié du XIXe siècle, le bâtiment passa à la famille Conti qui, après avoir acquis les maisons voisines, agrandit le palais et fonda un hôtel, connu sous le nom de Il Minerva, ouvert en 1832 et toujours actif. Depuis lors, l'hôtel de la Minerve a hébergé de nombreuses personnalités illustres comme Stendhal, Cavour et le général José de San Martín, héros argentin.